# Argynnis pandora

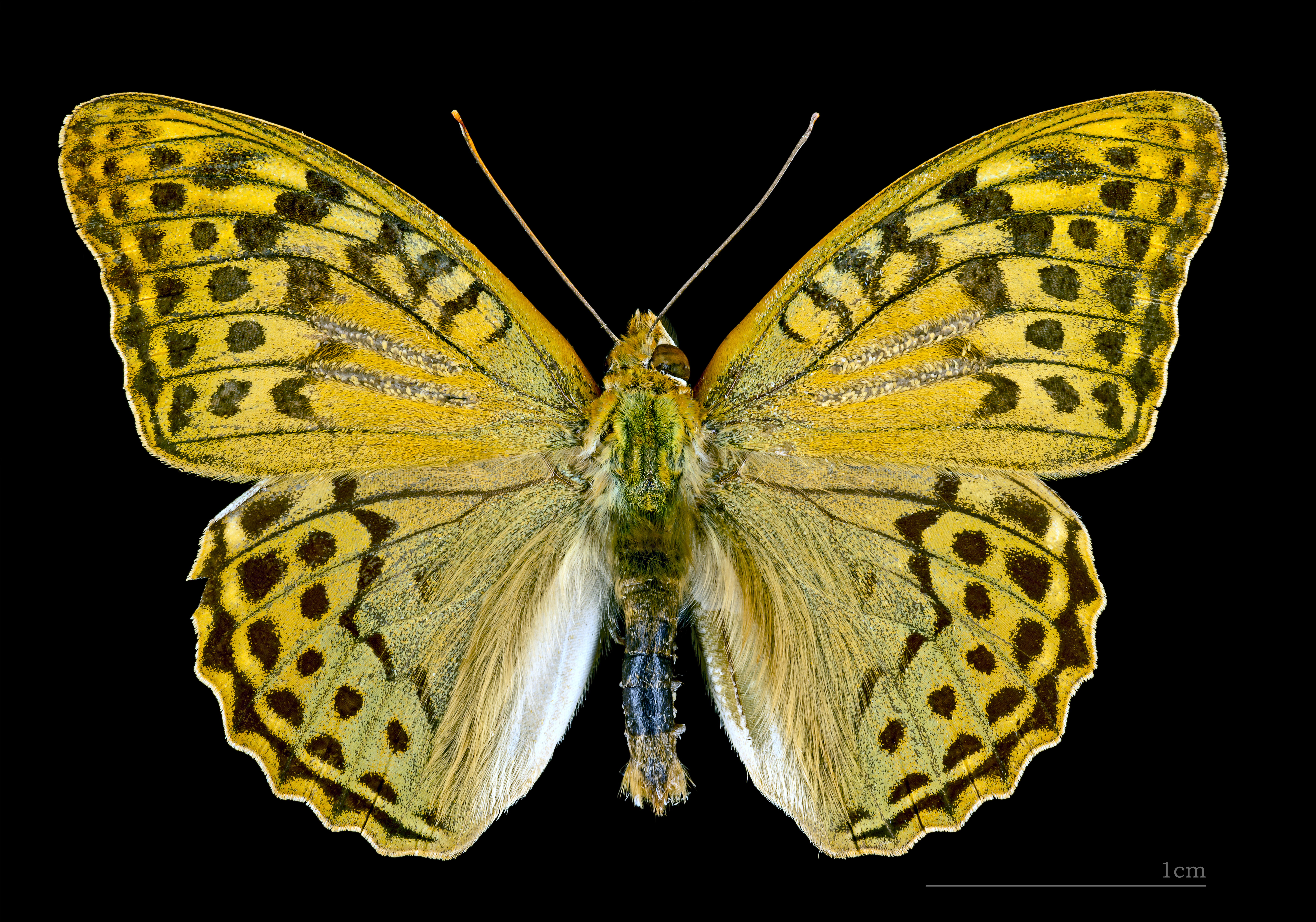
♂
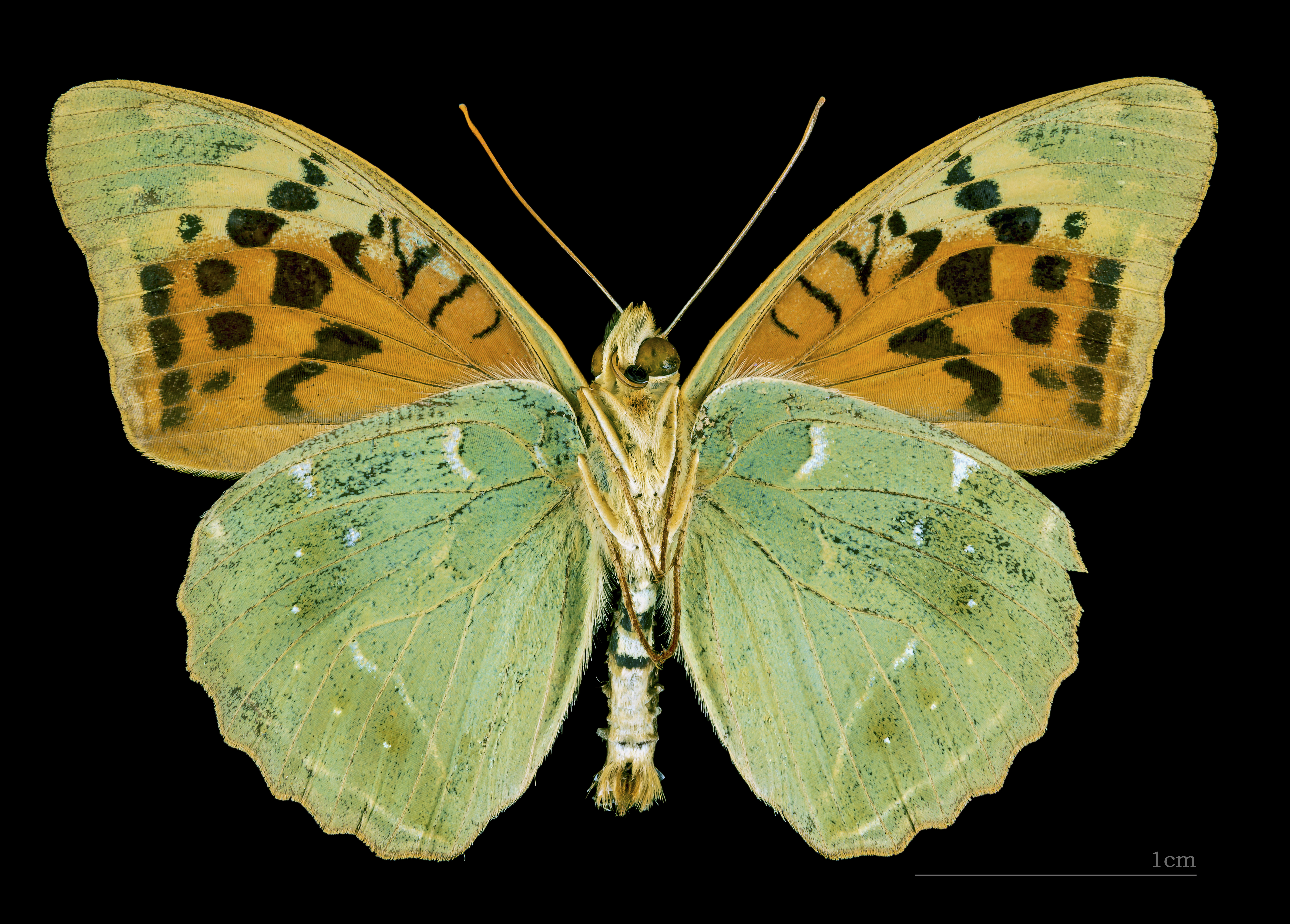
♂ △
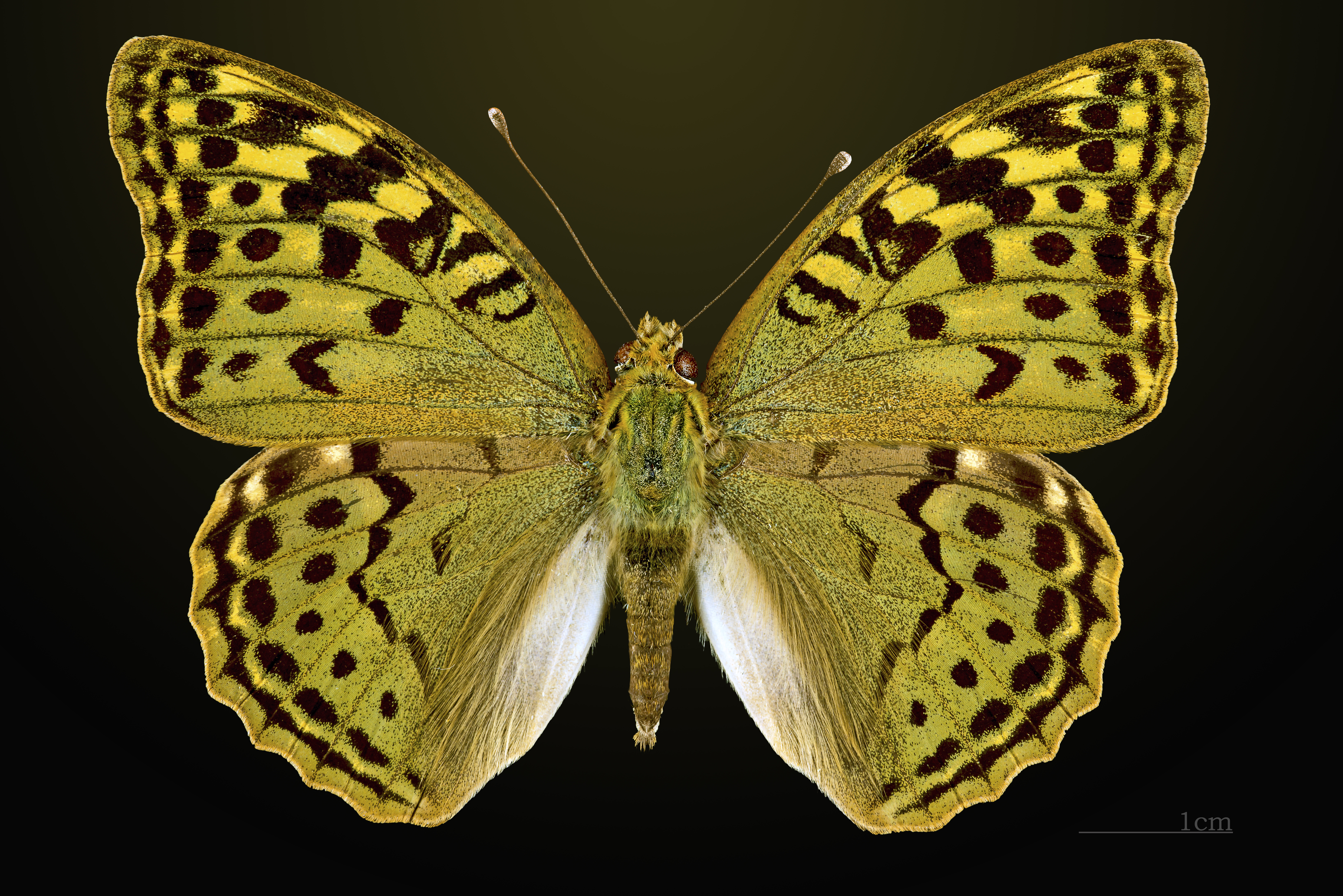
♀
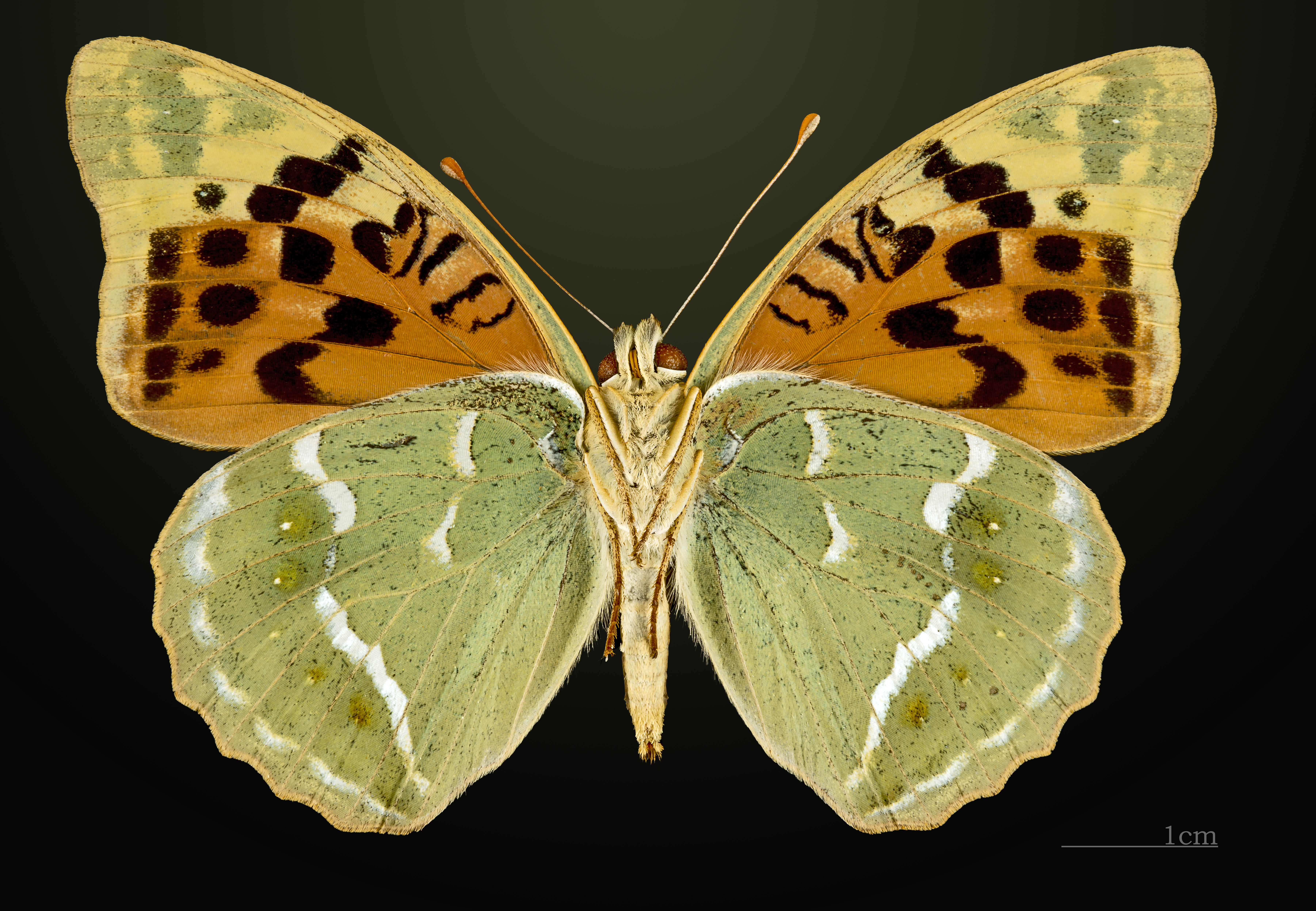
♀ △

Cardinal (Argynnis pandora) là một loài bướm ngày thuộc họ Nymphalidae. Loài này phổ biến khắp Nam Âu.
Sải cánh dài 64–80 mm. Chúng bay từ tháng 5 đến tháng 8 tùy theo địa điểm.
Ấu trùng ăn các loài Viola.

## Hình ảnh

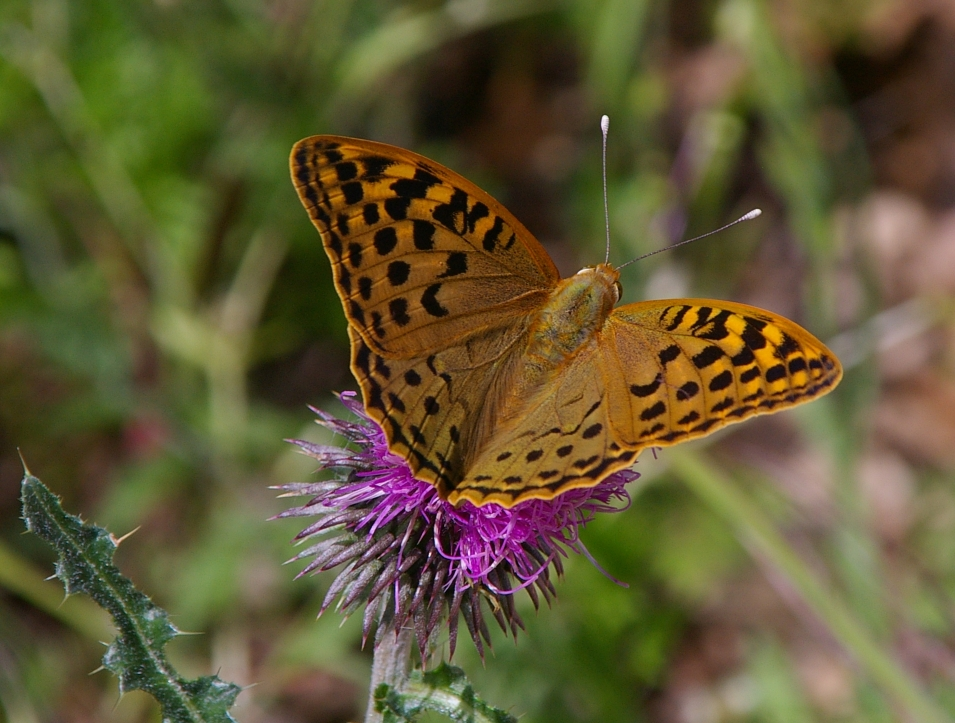
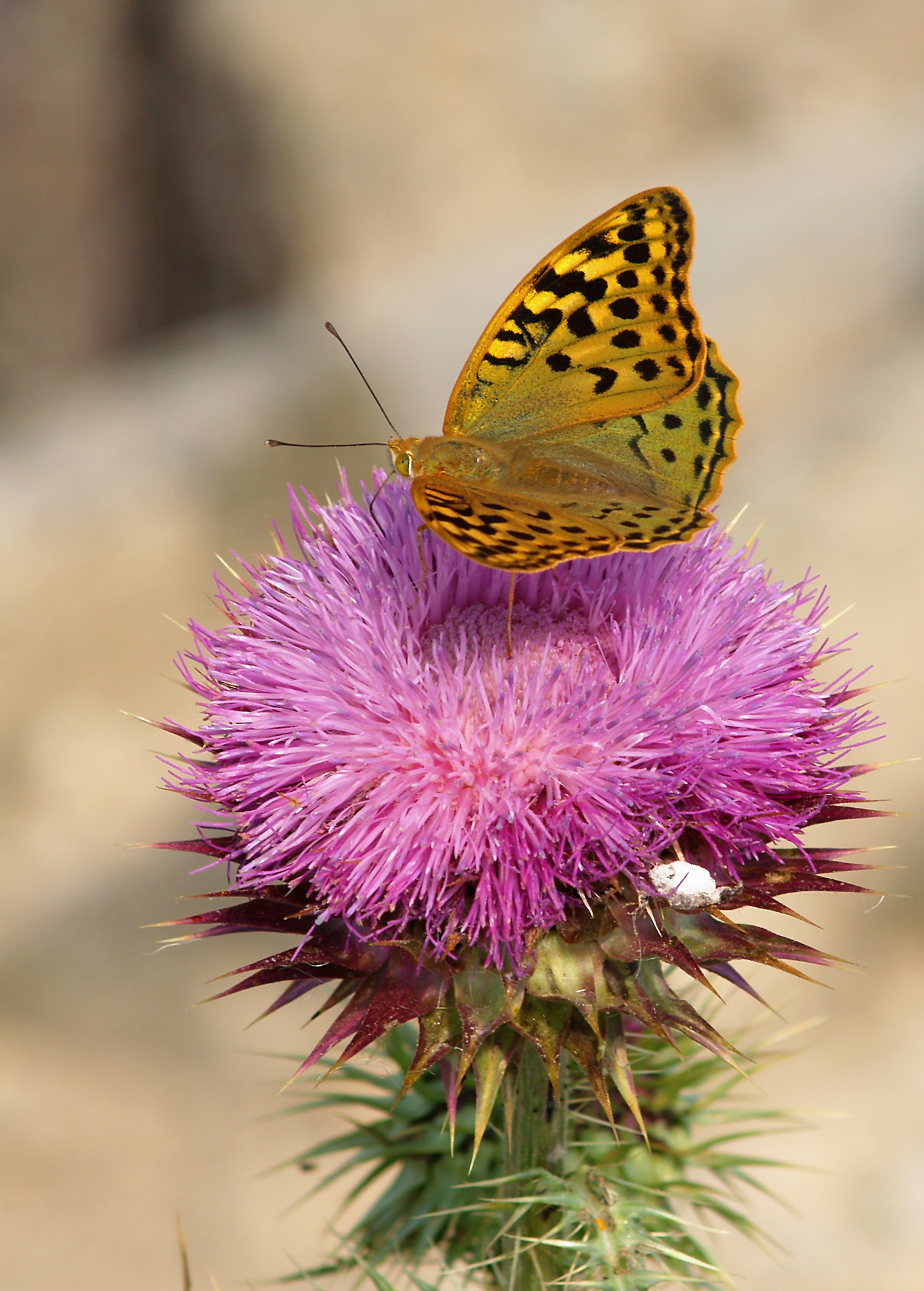
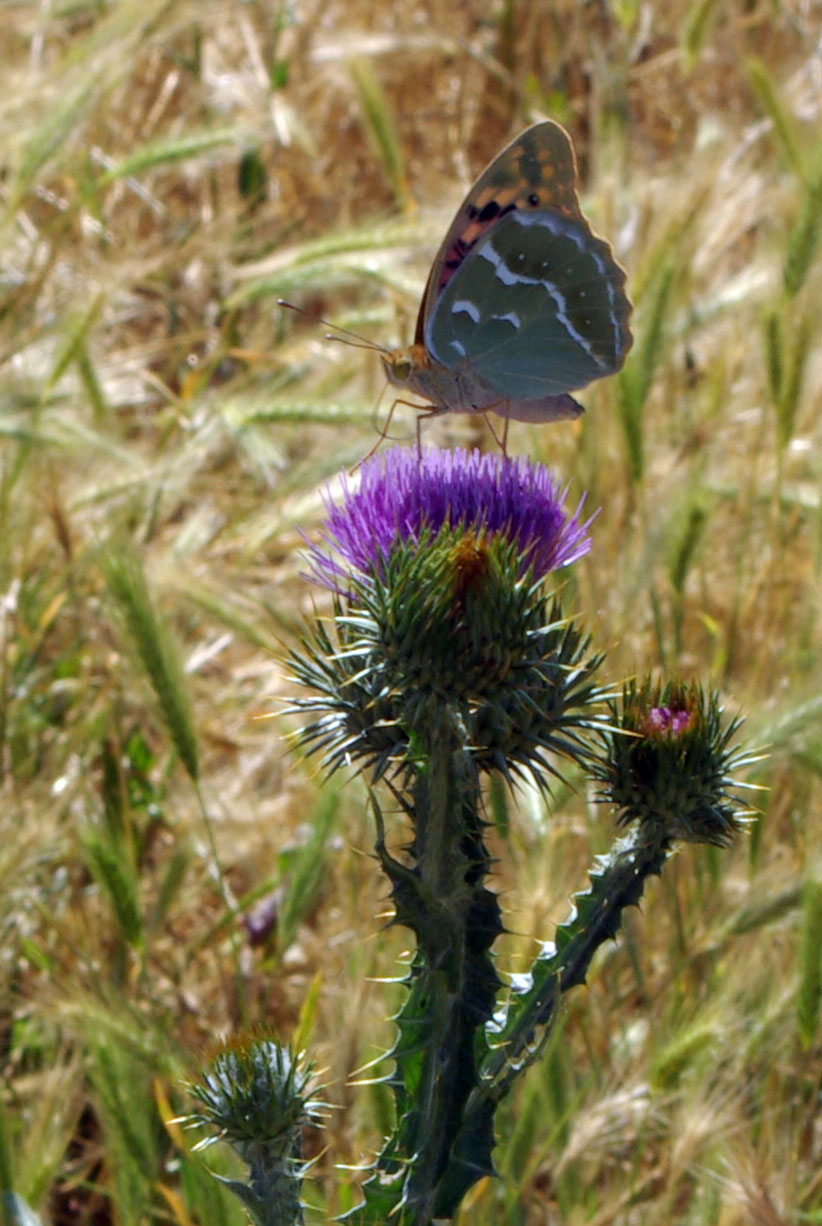